# Палац мистецтва (Краків)

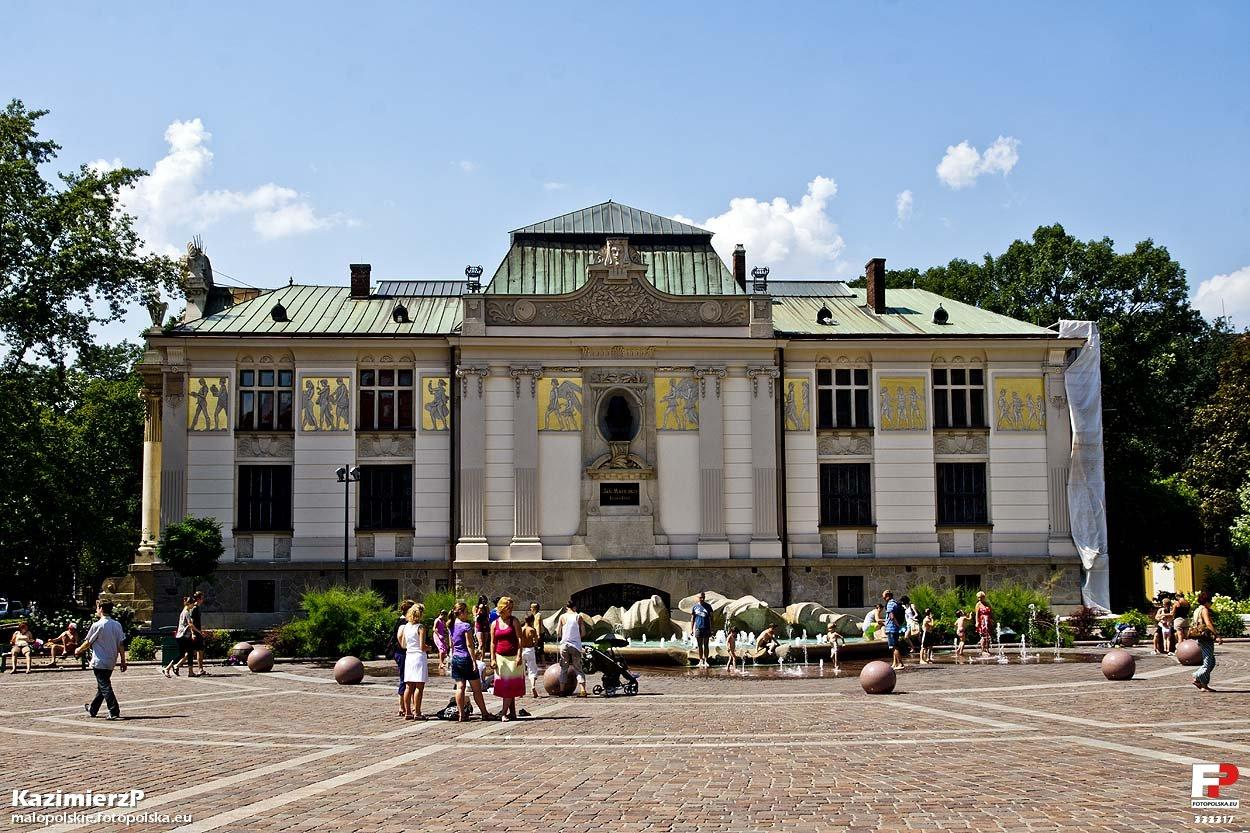
Палац мистецтва, вид з боку Щепанської площі

Палац мистецтва (пол. Pałac Sztuki) — будівля Товариства любителів красних мистецтв, розташована у Старому місті в Кракові на Щепанській площі, 4. Будівлю внесено до реєстру пам'яток Малопольського воєводства (Польща), які охороняються державою.

## Будівництво та архітектура
Будівля в стилі модерн була побудована в 1901 році за проектом польського архітектора Франциска Мончинського, який використав за зразок виставковий будинок сецесіону у Відні. У художньому оформленні будівлі взяли участь відомі краківські художники і скульптори. Зокрема, фриз розробив Яцек Мальчевський. Антоній Мадейський, Константи Лящка і Теодор Рігер створили бюсти відомих польських культурних діячів. Фасад будівлі прикрашений портиком у вигляді колони, яку вінчає статуя Аполлона із золотим німбом. Стіни будівлі прикрашені пілястрами, які укріплені арками вікон, а вхід обрамлений двома колонами.
З боку Щепанської площі перед Палацом мистецтва встановлений бюст Яна Матейка авторства Антонія Мадейського, а з боку парку Планти — бюст Станіслава Виспянського авторства Анни Рейнох.

## Сучасність
Раніше будинок належав Товариству любителів красних мистецтв, яке проводило в ньому різні виставки. На даний час в приміщенні знаходиться картинна галерея. За ініціативою Товариства любителів красних мистецтв, в будівлі проводяться засідання Ротарі Інтернешнл, організовуються різні культурні заходи та аукціони.
У 1975 році будівлю було внесено до реєстру пам'яток культури Малопольського воєводства (№ А-113).

## Зноски
1. ↑  Narodowy Instytut Dziedzictwa: Rejestr zabytków nieruchomych — województwo małopolskie